# Rita Josefa Pujalte Sánchez
Rita Josefa Pujalte Sánchez, de nombre religioso Rita de la Virgen de los Dolores y también conocida como Rita Dolores del Corazón de Jesús Pujalte Sánchez (Aspe, 18 de febrero de 1853 - Canillejas, 20 de julio de 1936), fue una religiosa española de la congregación de las Hermanas de la Caridad del Sagrado Corazón de Jesús. Murió fusilada durante la guerra civil española y fue proclamada beata por el Papa Juan Pablo II en 1998.

## Biografía
Desde su juventud mostró cierta propensión a la vida religiosa: pertenecía a la asociación de las Hijas de María, a la Tercera Orden Franciscana Seglar, a la Sociedad de San Vicente de Paúl y fue catequista.
Entró en la congregación de las Hermanas de la Caridad del Sagrado Corazón de Jesús en 1888; en 1900 sucedió a la fundadora, Isabel Larrañaga Ramírez, como superiora general de la congregación.
En 1928, después de dejar el gobierno de la congregación, se retiró al Colegio de Santa Susana en Madrid.
Estaba ciega y postrada en cama cuando, en 1936, los republicanos ocuparon su convento: fue apresada junto con la hermana Francisca, que también estaba enferma, llevada cerca del cementerio de Canillejas y fusilada.

## Culto
Muerta en olor de la santidad, en 1954 su cuerpo fue exhumado del cementerio de la Almudena, encontrado sin corrupción y trasladado a la capilla de la casa general de la congregación: se inició el proceso de beatificación.
El 7 de julio de 1997, el Papa Juan Pablo II autorizó a la Congregación para las Causas de los Santos a promulgar el decreto sobre el martirio de los religiosos.
Fue beatificada por el Papa Juan Pablo II el 10 de mayo de 1998 en la Plaza de San Pedro en Roma: en la misma ceremonia se proclamaron beatos otros mártires de la guerra civil española (la hermana Francisca Aldea Araujo, siete salesas de Madrid y María Sagrario de San Luis Gonzaga), Nematala Youssef Kassab Al-Hardini y María Maravillas de Jesús.
Su elogio se lee en el Martirologio romano el 20 de julio, el día de su martirio.